# Новогусево
Новогусево (баш. Яңы Гусев) — деревня в Бакалинском районе Республики Башкортостан Российской Федерации. Входит в состав Старокуручевского сельсовета.

## География

### Географическое положение
Расстояние до:
- районного центра (Бакалы): 31 км,
- центра упразднённого Гусевского сельсовета (Старогусево): 3 км,
- центра сельсовета (Старокуручево):
- ближайшей ж/д станции (Туймазы): 103 км.

## История
Название происходит от новый и назв. д. Гусево

С 2005 современный статус.

Статус деревня, сельского населённого пункта, посёлок получил согласно Закону Республики Башкортостан от 20 июля 2005 года N 211-з «О внесении изменений в административно-территориальное устройство Республики Башкортостан в связи с образованием, объединением, упразднением и изменением статуса населенных пунктов, переносом административных центров», ст.1:

6. Изменить статус следующих населенных пунктов, установив тип поселения — деревня:
7) в Бакалинском районе:…

п) поселка Новогусево Гусевского сельсовета
С 2008 года, после упразднения Гусевского сельсовета, включен в Старокуручевский сельсовет (Закон Республики Башкортостан от 19.11.2008 N 49-з «Об изменениях в административно-территориальном устройстве Республики Башкортостан в связи с объединением отдельных сельсоветов и передачей населённых пунктов», ст.1, п.6) е)).

## Население
| 2002 | 2009 | 2010 |
| ---- | ---- | ---- |
| 5    | →5   | ↘4   |

Национальный состав
Согласно переписи 2002 года, преобладающая национальность — русские (80 %).